# Тумбусов, Степан Яковлевич
Степан Яковлевич Тумбусов (1873 — ?) — крестьянин, депутат Государственной думы I созыва от Вятской губернии.

## Биография
Из крестьян Яранского уезда Вятской губернии. Окончил земское начальное училище. 5 лет был учителем в школе грамотности. Хлебопашец. В 1900 г. С. Я. Тумбусов был избран секретарём вновь образованного Никольского сельскохозяйственного общества Яранского уезда, которое разместилось во дворе Никольского земского училища. Член Всероссийского крестьянского союза.
16 апреля 1906 избран в Государственную думу I созыва от общего состава выборщиков Вятского губернского избирательного собрания. Входил в Трудовую группу. Член Аграрной комиссии. Подписал законопроект «33-х» по аграрному вопросу, подписал также заявления об образовании комиссии по исследованию незаконных действий должностных лиц, а 24 мая 1906 г поддержал заявление об образовании местных земельных комитетов. Выступил в Думе, призвав к социализации земли. 18 мая 1906 г. поддержал заявление 38 членов Государственной Думы об образовании комиссии по расследованию преступлений должностных лиц. 1 июня 1906 г. подписал заявление об ограничении времени речей ораторов по аграрному вопросу. 13 июня совместно с вятским депутатом П. Ф. Целоусовым поддержал запрос № 152 против конфискации и приостановки печатания оппозиционных газет «Трудовая Россия», «Голос», «Вперед». Его подпись также стоит под запросами о реформировании судебной системы, о состоянии армии, о смертной казни, о решение национального вопроса и др.

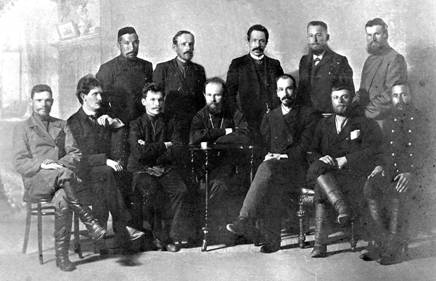
Члены государственной Думы Первого созыва от Вятской губернии. Слева - направо, сидят: С. Я. Тумбусов, В. С. Нечаев, П. Ф. Целоусов, о. Н. В. Огнёв, И. Н. Овчинников, И. О. Кузнецов, Е. П. Мамаев; стоят: Ш. Х. Хусаинов, Н. И. Бирюков, С. В. Ложкин, П. А. Садырин, В. С. Вихарев.

10 июля 1906 года в г. Выборге подписал «Выборгское воззвание». После роспуска Государственной Думы выслан из Вятской губернии. На процессе по делу о "Выборгском воззвании осужден по ст. 129, ч. 1, п. п. 51 и 3 Уголовного Уложения, приговорен к 3 месяцам тюрьмы и лишен права быть избранным. Но на основном процессе по этому делу 12-18 декабря 1907 года отсутствовал, так как не был разыскан.
В апреле 1911 года был выслан из родной губернии
Дальнейшая судьба неизвестна.